# أيلتون
ايلتون غونسالفيس دا سيلفا (باليابانية: Aílton Gonçalves da Silva) (مواليد 19 يوليو 1973)، هو لاعب كرة قدم كان يلعب كمهاجم.

## وصلات خارجية
- أيلتون على موقع اتحاد تركيا (لاعب) (الإنجليزية)
- أيلتون على موقع قاعدة بيانات كرة القدم.إي يو (الإنجليزية)
- أيلتون على موقع بيانات كرة القدم. دي إي (الألمانية)
- أيلتون على موقع Soccerway.com (الإنجليزية)
- أيلتون على موقع عالم كرة القدم.نت (الإنجليزية)